# François Guérif
François Guérif, nacido el 16 de noviembre de 1944 en La Limouzinière (Loire-Atlantique), es un editor y crítico de cine francés. Aparte de su actividad editorial al frente de la colección de novela negra Rivages/Noir, ha escrito varios ensayos sobre cine y literatura.

## Biografía
Después de sus estudios, François Guérif se interesa por el universo de los libros para "buscar una escapatoria al profesorado". Empieza como librero. En 1973 abre la librería Au Troisième Œil, especializada en el cine, la novela policiaca y la ciencia ficción. Esa librería será después traspasada a Stéphane Bourgoin.
A partir de 1978, Guérif se convierte en editor, primero en Red Label, y después en Fayard noir. De 1979 a 2001, es redactor jefe y después director de la revista Polar.
En 1986, Édouard de Andréis, director de la editorial Rivages, entonces independiente, le encarga de crear las colecciones Rivages/Noir y Rivages/Thriller. Con esas colecciones, Guérif revela al mundo francófono algunos de los autores anglosajones de novela negra más importantes como James Ellroy, David Peace o Dennis Lehane.
Guérif es muy fiel a sus autores, intentando siempre publicar la totalidad de sus obras con un mismo traductor. Sus autores se lo agradecen. Cuando hubo una batalla entre editores para la adquisición de los derechos de la novela LA Confidential, James Ellroy apoyó a Guérif diciendo : «El dinero no importa. El libro se hace con François, o no se hace».
En 1997, François Guérif recibe el premio Ellery Queen de mejor editor del año. Era la primera vez que un no estadounidense recibía el premio. 
En enero de 2017, tras más de treinta años en la empresa, François Guérif deja la editorial Rivages, comprada en 2013 por Actes Sud, para fichar por la editorial Gallmeister. Su hijo, Benjamin Guérif, también es editor.

## Publicaciones de François Guérif

### Ensayos
- François Guérif et Stéphane Levy Klein, Belmondo, París, PAC, coll. « Têtes d'affiche », 1976, 222 p.  ISBN 2-853-36014-8
- Marlon Brando, PAC, coll. « Têtes d'affiche », 1977, 251 p. ISBN 2-853-36037-7
- Vincente Minnelli, Paris, Édilig, coll. « Filmo » 8, 1984, 143 p. ISBN 2-856-01077-6
- Claude Chabrol, Un jardin bien à moi, propos recueillis par François Guérif, Paris, Denoël, coll. « Conversations avec… », 1998, 280 p. ISBN 2-207-24632-9
- Claude Chabrol et François Guérif, Comment faire un film, París, Rivages poche, coll. « Petite bibliothèque », 2004, 91 p. ISBN 2-743-61268-1
- James M. Cain, París, Séguier, 1992, 309 p. ISBN 2-840-49000-5
- Le cinéma policier français, éditions Veyrier
- Le film noir américain, éditions Denoël, 1999
- Panthéon noir, éditions Séguier
- Steve McQueen, éditions Denoël, 2001
- Robert Mitchum, éditions Denoël, 2003
- Ciné Miscellanées, Payot, coll. « Petite Bibliothèque Payot », n°. 777, 2007 ISBN 978-2-228-90596-1
- Conversations avec Claude Chabrol, Payot, 2011 ISBN 978-2-228-90683-8
- Du polar. Entretiens avec Philippe Blanchet, Payot, 2013 ISBN 978-2-228-90882-5
- Des moments de cinéma, La Grange Batelière, 2023 ISBN: 979-10-97127-36-7

En colaboración
- John Wayne : le dernier géant / François Pascal ; avec la collaboration de François Guérif et Pascal Mérigeau. París : Éditions du Grand Bouchet, 1979, 111 p.
- Le Dahlia noir : autopsie d'un crime de 1947 à James Ellroy / Stéphane Bourgoin & Jean-Pierre Deloux ; con la participación de François Guérif. Paris : E-dite, 2006, 286 p.  ISBN 2-846-08198-0

### Traducciones
- Marilyn Monroe (Marilyn : an untold story) / Norman Rosten ; trad. de l'américain par François Guérif. (Précédé de) Marilyn Monroe par elle-même : entretien con Georges Belmont. Paris : Lherminier, 1984, 189 p. (Le Cinéma en mémoire). ISBN 2-862-44029-9
- Vie et mort d'Humphrey Bogart (Humphrey Bogart) / Nathaniel Benchley ; traducido por Jean-Pierre Déporte y François Guérif. Paris : Lherminier, 1979, 239 p. (Le Cinéma en mémoire). ISBN 2-862-44016-7

### Prefacios y aparatos críticos
- Bel-Ami / Guy de Maupassant. Paris : Rombaldi, 1976, 405 p. (Le Club des classiques). ISBN 2-231-00159-4
- Miss Harriet: nouvelles / Guy de Maupassant ; prefacios de François Guérif y Dominique Fernandez. Paris : Rombaldi, 1978, 331 p. (Le Club des classiques). ISBN 2-231-00363-5
- Underwood U.S.A. : Balade Sur Les Touches Du Roman Noir Américain de Michel Martens. Bibliografía establecida por François Guérif. Balland, 1980,  ISBN 2-715-80277-3
- À la vie, à la mort (Till death do us part) / John Dickson Carr. Paris : Oswald, 1982, 180 p. (Le Miroir obscur ; 44).  ISBN 2-730-40152-0
- Cache ta joie ! : et autres textes / Jean-Patrick Manchette ; publ. bajo la dirección de Doug Headline y François Guérif.  Paris : Payot et Rivages, 1999, 216 p. (Rivages-Écrits noirs). ISBN 2-743-60498-0
- Coup de passion (Torch number) ; precedido de una entrevista con François Guérif y Jean-Pierre Deloux / James Ellroy. Paris : Rivages, 1990, 97 p. (Rivages noir). ISBN 2-869-30402-1
- High Sierra / William R. Burnett ; traducido del inglés por François Lourbet ; dossier establecido por François Guérif. Paris : C. Bourgois, 1990, 286 p. (10-18 ; 2108. Nuits blêmes). ISBN 2-264-01477-6
- Le Flambeau : 9 contes / Agatha Christie ; seleccionados y presentados par François Guérif. Paris : Librairie des Champs-Élysées, 1981, 218 p. (Les Grands contes fantastiques).  ISBN 2-702-41257-2
- Les yeux de la momie : chroniques de cinéma / Jean-Patrick Manchette ; publ. bajo la dir. de Doug Headline et François Guérif. Paris : Rivages, 1997, 507 p. (Rivages-Écrits noirs). Recueil de textes extr. de "Charlie-hebdo", 9 de agosto de 1979-11 de enero de 1982.  ISBN 2-743-60261-9
- Le Petit Bleu de la côte ouest, bande dessinée de Tardi, adaptación de la novela policíaca homónima de Jean-Patrick Manchette, Les Humanoïdes Associés, 2005 ISBN 2-731-61670-9

## Filmografía

### Como actor
- Polar, un film de Jacques Bral, 1984

### Como guionista
- Caméléone, un film de Benoît Cohen, 1996
- Katia Ismailova, un film de Valeri Todorovski, 1994